# Matthew Busche
Matthew Busche (Wauwatosa, 9 de maig de 1985) és un ciclista estatunidenc, professional del 2009 al 2016. Del seu palmarès destaca dos Campionats nacionals en ruta.

## Palmarès
- 2011
  -  Campió dels Estats Units en ruta
- 2015
  -  Campió dels Estats Units en ruta

### Resultats al Tour de França
- 2014. 98è de la classificació general

### Resultats a la Volta a Espanya
- 2011. 113è de la classificació general
- 2013. 64è de la classificació general